# Jiaxiang

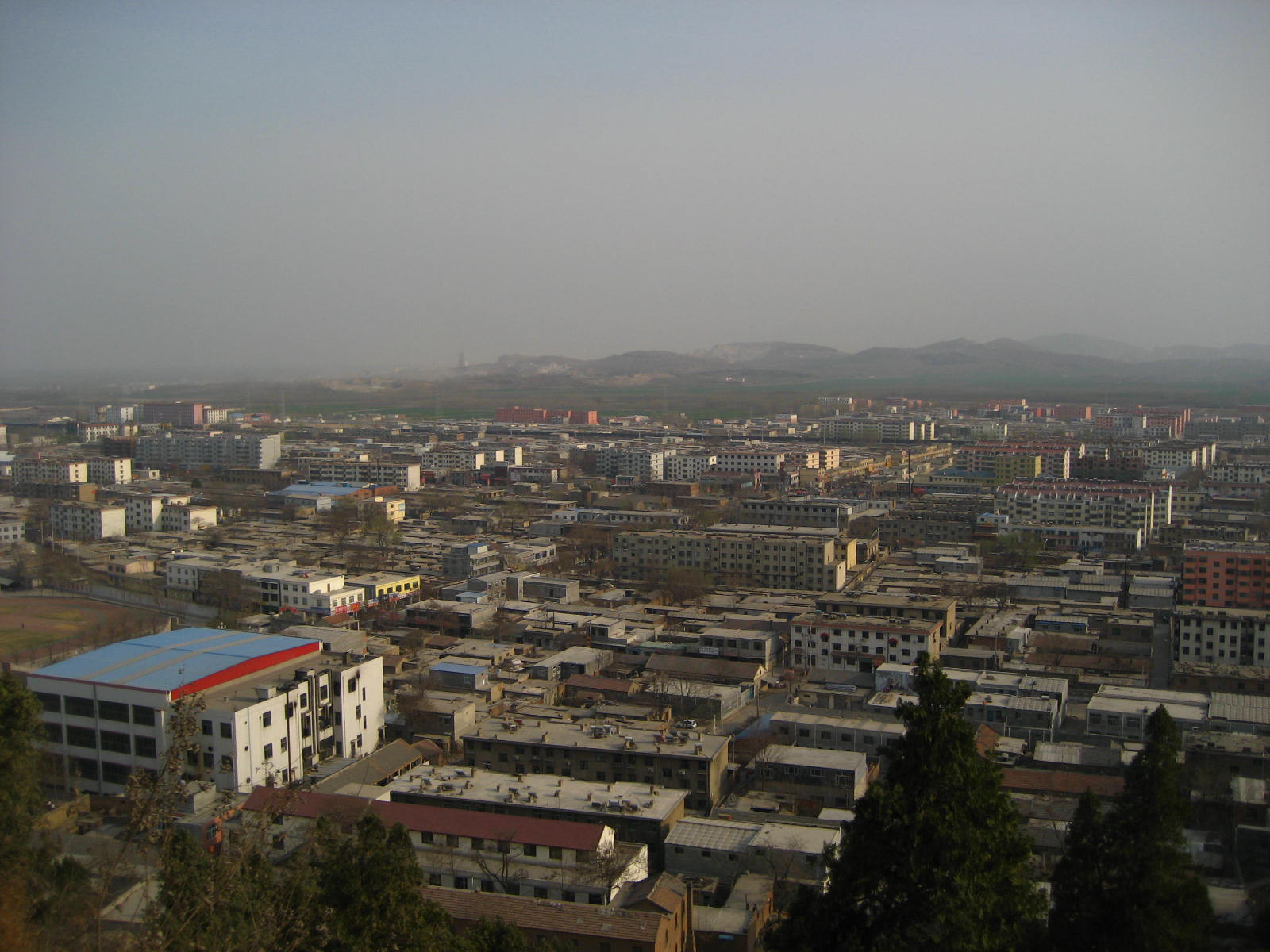
Jiaxiang, Präfektur Jining, Shandong, Volksrepublik China (2013)

Der Kreis Jiaxiang (chinesisch 嘉祥县, Pinyin Jiāxiáng Xiàn) ist ein Kreis der bezirksfreien Stadt Jining in der chinesischen Provinz Shandong. Die Fläche beträgt 975,2 Quadratkilometer und die Einwohnerzahl 818.188 (Stand: Zensus 2010). Im Jahr 1999 zählte Jiaxiang 762.855 Einwohner.